# Michal Sedláček (herec)
Michal Sedláček (* 14. dubna 1991 Ostrava) je český herec a hudebník.

## Život
Narodil se v roce 1991 v Ostravě. Je synem ostravského herce Jiřího Sedláčka a herečky Lenky Sedláčkové (Kucharské). Vystudoval Janáčkovu konzervatoř v Ostravě. V letech 2010–2020 působil v angažmá Divadla Petra Bezruče a od roku 2020 je členem souboru Divadla Mír. V Divadle Mír hrál v divadelních hrách, jako jsou Chlap na zabití nebo Lakomec.

## Filmografie a záznamy divadelních představení
- 2011 – 4teens (TV seriál)
- 2014 – David Zeisberger - Apoštol indiánů (dokumentární film)
- 2017 – Muzzikanti (film)
- 2018 – Pepa (film)
- 2020 – VyPlašení (internetová improvizační parodie na reality show)
- 2020 – sKORO NA mizině (internetový seriál)
- 2020 – Ženská pomsta (film)
- 2020 – Transky, body, vteřiny (záznam divadelního představení)
- 2020 – Libový Vánoce v pražský firmě plný jakoby úžasnejch lidiček (internetová série)
- 2020-dosud – Tři tygři (improvizační show, skeče)
- 2020-dosud – Nostalgický retro hráč (internetový pořad)
- 2021 – Volným pádem (film)
- 2021 – Adam stvořitel (filmová inscenace)
- 2021 – Porota 2 (film)
- 2021 – Specialisté (TV seriál)
- 2021 – Scénický kaleidoskop (filmová inscenace)

## inscenace, ve kterých účinkoval:

#### Švandovo divadlo [velký sál]
- Misantrop  (prem.: 30.5.2015, uváděno do: duben 2017)

#### Letní shakespearovské slavnosti
- Marná lásky snaha  (prem.: 18.7.2012, uváděno do: srpen 2014)

#### Divadlo Petra Bezruče
- Mistr a Markétka  (prem.: 10.5.2019, uváděno do: červen 2022)
- 1984  (prem.: 21.3.2009, uváděno do: červen 2022)
- Dvorní šašci  (prem.: 31.1.2020, uváděno do: rok 2020)
- Zdravý ne/mocný  (prem.: 20.9.2019, uváděno do: leden 2022)
- Kouř  (prem.: 23.11.2018, uváděno do: leden 2020)
- Zapomenuté světlo  (prem.: 21.9.2018, uváděno do: červen 2020)
- Hotel Bezruč?!  (prem.: 31.5.2018, uváděno do: červen 2018)
- #nejsemrasista_ale  (prem.: 18.5.2018, uváděno do: říjen 2019)
- Kdo je tady ředitel?  (prem.: 24.11.2017, uváděno do: prosinec 2018)
- Velký sešit  (prem.: 22.9.2017, uváděno do: leden 2019)
- Mládí v hajzlu  (prem.: 12.5.2017, uváděno do: červen 2019)
- PS: ...odepiš!  (prem.: 27.1.2017, uváděno do: duben 2018)
- Richard III.  (prem.: 18.11.2016, uváděno do: prosinec 2017)
- Fligny, koks a fachmani  (prem.: 13.5.2016, uváděno do: listopad 2017)
- Škola základ života  (prem.: 18.3.2016, uváděno do: říjen 2021)
- Zbabělci  (prem.: 16.10.2015, uváděno do: květen 2017)
- Kazimír a Karolína  (prem.: 6.3.2015, uváděno do: únor 2016)
- Čekání na Godota  (prem.: 31.10.2014, uváděno do: červen 2017)
- Taky fajny synek  (prem.: 4.4.2014, uváděno do: únor 2015)
- Petrolejové lampy  (prem.: 28.2.2014, uváděno do: červen 2019)
- Strýček Váňa  (prem.: 13.12.2013, uváděno do: červen 2015)
- Revizor  (prem.: 17.5.2013, uváděno do: duben 2015)
- Mrzák inishmaanský  (prem.: 22.3.2013, uváděno do: duben 2014)
- Král Lear  (prem.: 1.2.2013, uváděno do: květen 2014)
- Pěna dní  (prem.: 14.12.2012, uváděno do: únor 2015)
- Zkrocení zlé ženy  (prem.: 11.5.2012, uváděno do: červen 2016)
- Figarova svatba  (prem.: 23.3.2012, uváděno do: prosinec 2012)
- Bluesmeni  (prem.: 11.11.2011, uváděno do: listopad 2012)
- Láska, vole  (prem.: 9.9.2011, uváděno do: listopad 2012)
- Romeo a Julie  (prem.: 18.3.2011, uváděno do: květen 2012)
- Pornohvězdy  (prem.: 24.9.2010, uváděno do: červen 2013)
- Lakomec  (prem.: 28.11.2008, uváděno do: duben 2014)
- Evžen Oněgin  (prem.: 5.10.2007, uváděno do: duben 2014)

#### Komorní scéna Aréna
- Hamlet  (prem.: 20.2.2010, uváděno do: červen 2014)

#### Národní divadlo moravskoslezské [Divadlo Antonína Dvořáka]
- Saturnin  (prem.: 17.6.2006)

#### Národní divadlo moravskoslezské [Divadlo Jiřího Myrona]
- Josef a jeho úžasný pestrobarevný plášť  (prem.: 4.10.2012, uváděno do: červen 2017 (na domovské scéně), červen 2019 (mimořádné open air uvedení))

#### Divadlo Mír
- Lakomec  (prem.: 1.6.2019, uváděno do: prosinec 2022)
- Chlap na zabití  (prem.: 15.9.2021, uváděno do: listopad 2021)

### inscenace, na kterých se podílel jako tvůrce:

#### Divadlo Petra Bezruče
- Mládí v hajzlu  (prem.: 12.5.2017, uváděno do: červen 2019)
- Škola základ života  (prem.: 18.3.2016, uváděno do: říjen 2021)

#### Divadlo loutek [hlavní scéna]
- Marvin  (prem.: 30.5.2014, uváděno do: rok 2017)

#### Divadlo Mír
- Bůh masakru  (prem.: 18.6.2017, uváděno do: duben 2019)

#### Moravské divadlo Olomouc
- Vzpoura nevěst  (prem.: 15.9.2017, uváděno do: rok 2019)

#### Divadlo Tramtarie
- Cílová rovinka Nikiho Laudy  (prem.: 5.12.2019, uváděno do: rok 2020)

#### Divadlo Šumperk
- Romance pro křídlovku  (prem.: 14.9.2019, uváděno do: rok 2020)
- Manon Lescaut  (prem.: 10.9.2016, uváděno do: prosinec 2017)